# 모래시계 문제
모래시계 문제는 잴 수 있는 시간이 서로 다른 둘 이상의 모래시계를 이용하여 시간을 재는 시간 퍼즐 문제를 말한다. 모래시계를 돌리는데 걸리는 시간은 주로 무시된다.

## 대략적인 푸는 방법
모래시계 속 모래의 정확한 측정 및 비교를 할 수 없기에, 모래시계가 흐르는 도중에 뒤집을 경우 문제 풀이에 실패하게 된다.
따라서 취할 수 있는 행동은 다음과 같다.
- 어떤 모래시계가 다 흘렀을때, (즉 위쪽 공간에 남은 모래의 양이 0일때) 자기가 원하는 모래시계들을 뒤집는다.
- 또는 위와 같은 상황일때, 모래시계를 수평으로 눕혀서 모래의 흐름을 정지시키거나, 정지시킨 모래시계를 다시 세워 시간을 잰다.
- 기타 이 위의 행동들 외의 모래의 정상적인 흐름에 방해되는 행위를 한다.

위의 방법을 창의적으로 이용하여 퍼즐을 푸는게 문제의 의도이다. 그러나 대개 첫 번째 행동만 인정해준다.

## 예제
아래는 7분 모래시계와 11분 모래시계로 15분을 재는 방법이다.
- 시작: 7분 모래시계와 11분 모래시계를 처음부터 동시에 뒤집는다.
- 7분 경과: 7분 모래시계는 측정이 끝났고 11분 모래시계는 4분이 남았다. 7분 모래시계를 뒤집는다.
- 11분 경과: 7분 모래시계는 4분이 경과하여 3분이 남았고 11분 모래시계는 측정이 끝났다. 7분 모래시계를 다시 뒤집는다.
- 15분 경과: 7분 모래시계와 11분 모래시계가 모두 측정이 끝났다.

## 풀 수 있는 문제와 풀 수 없는 문제
- 각각 a분, b분을 잴 수 있는 모래시계 두개가 있다. 이 모래시계 두개로 c분을 정확히 재라. (단, 정상적으로 뒤집는 행동만 인정하고, 뒤집는 데에는 시간이 걸리지 않는다고 가정한다.)

a,b,c 값이 변함에 따라 풀 수 있는 문제도 있고, 풀 수 없는 문제도 생긴다.
그런 문제들의 예시를 들어보면 다음과 같다. (단, a,b,c는 a<b<c인 자연수이다)

### 풀 수 있는 문제
- {\displaystyle c=ma+2nb} (단 m,n은 0 또는 자연수)
- {\displaystyle c=b+k(b-a)} (단 k는 0 또는 자연수)
- {\displaystyle c=e}로 뒀을 때 문제를 풀 수 있다면 {\displaystyle c=e+ma+nb} (단 m,n은 0 또는 자연수) 로 뒀을 때 역시 풀 수 있다. 단, 역은 일반적으로 성립하지 않는다.

### 풀 수 없는 문제
- a,b가 짝수이고 c가 홀수인 경우